# Enumeración
Para el recurso literario, véase Enumeración (retórica).
En matemática e informática teórica, la definición más amplia y más abstracta de una enumeración de un conjunto es un listado exacto de todos sus elementos (tal vez con repetición). Las restricciones impuestas al tipo de listado usado depende de la rama de la matemática y el contexto en el cual se trabaja.
Específicamente, la noción de enumeración contiene dos tipos diferentes de listado: uno donde hay una ordenación natural y uno donde la ordenación es más difusa. Estas dos clases diferentes de enumeración corresponden al procedimiento para listar todos los miembros de un conjunto en una sucesión definida, o un conteo de elementos de una clase. Mientras estas dos clases de enumeración usualmente se superponen en la situaciones más naturales, pueden tener significados muy distintos en ciertos contextos.
Formalmente, en matemáticas, una enumeración de un conjunto A es una aplicación biyectiva {\displaystyle f:A\to \mathbb {N} }. Un conjunto enumerable es un conjunto para el cual existe una enumeración (de hecho si existe al menos una enumeración existirán infinitas enumeraciones).